# Hathorzuil

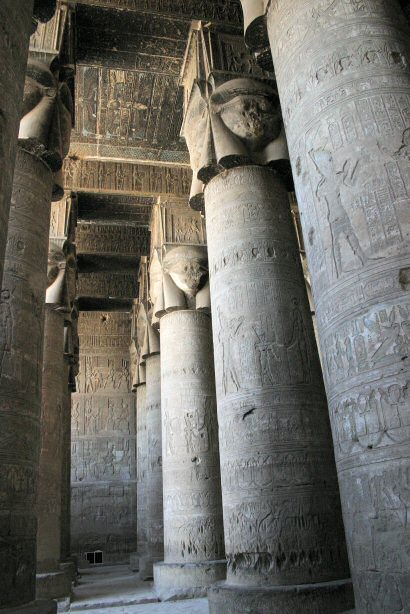
Ptolemaeïsche hathorzuilen in de tempel van Dendera.

De Hathorzuil is een zuil die werd gebruikt in het Oude Egypte. Ze stelde de goden Hathor frontaal (!) voor. De godin werd voorgesteld met koeoren en had vaak een tempeltje op haar hoofd. Dit type zuil werd gebruikt vanaf het Middenrijk en ze waren erg in trek bij tempels voor godinnen en vrouwen. Een mooi voorbeeld is de Tempel van Hatsjepsoet (Deir el-Bahri). In de Late periode en onder de Ptolemaeën komen ze vooral voor in de mammisi.